# Eugenio Bianchi
Eugenio Bianchi (Faicchio, 16 de febrero de 1979) es un físico teórico italiano y profesor asistente en la Universidad Estatal de Pensilvania que trabaja en la gravedad cuántica de bucles (LQG) y la termodinámica de los agujeros negros . 

## Biografía
Nació en Faicchio (Italia) y estudió física en la Escuela Normal Superior de Pisa, en donde se doctoró en 2010.
Entre sus principales contribuciones a la LQG ha derivado la fórmula de Bekenstein-Hawking {\displaystyle S={\frac {A}{4}}} para la entropía de los agujeros negros no extremos en LQG para todos los valores del parámetro Immirzi.
En 2013 fue galardonado con el primer Premio Bronstein, en gravedad cuántica. En 2019 recibió el Premio Buchalter, en el campo de la cosmología.